# Live (EP)
Live – EP zespołu The Mars Volta wydany w 2003 roku.

## Spis utworów
1. "Roulette Dares (The Haunt Of)"  – 9:29
2. "Drunkship of Lanterns"  – 9:38
3. "Cicatriz ESP"  – 16:03
4. "Televators"  – 7:18

## Wersja australijska
1. "Televators" - (album version) - 6:18
2. "Roulette Dares (The Haunt Of)"  – 9:29
3. "Drunkship of Lanterns"  – 9:38
4. "Cicatriz ESP"  – 16:03
5. "Televators"  – 7:18